# Selenophorus striatopunctatus
Selenophorus striatopunctatus är en skalbaggsart som beskrevs av Jules Putzeys. Selenophorus striatopunctatus ingår i släktet Selenophorus och familjen jordlöpare. Inga underarter finns listade i Catalogue of Life.